# Shin'ichi Sakamoto
Shin-ichi Sakamoto (坂本眞一 Sakamoto Shin-ichi?, nacido el 19 de julio de 1972) es un artista digital de manga japonés conocido por su serie manga seinen titulada Kokou no Hito y la duología Innocent. Tanto Kokou no Hito como Innocent recibieron un Premio a la Excelencia en el Festival de arte de Japón. Su serie más reciente #DRCL midnight children comenzó a serializarse en Grand Jump en 2021.

## Obras

### Manga
- Bloody Soldier (ブラッディ・ソルジャー?) (1995)
- Mortal Commando Guy (モートゥル・コマンドーGUY?) (1995)
- Niragi Kiomaru (にらぎ鬼王丸?) (19 de abril de 2004 – 18 de noviembre de 2005)
- Masuraou (益荒王?) (2005 – 2006, ilustraciones)
- Kokou no Hito (孤高の人?  lit. Lonely Person) (2007 – 2012)
- Innocent (イノサン?) (31 de enero de 2013 – 16 de abril de 2015)
- Innocent Rouge (イノサン ルージュ?) (20 de mayo de 2015 – 8 de enero de 2020)
- #DRCL midnight children (20 de enero de 2021 – presente)

### Otro
- Innocent Bleu (イノサン ブルー?) (2020, Artbook)
- Dorachuu (どらちゅう?) (2020, one-shot doujinshi)
- Devil's Door (デベルズドア?) (2021, Cover art)

## Premios
- 2010 (14.º) Festival de Artes de Medios de Japón, Premio a la Excelencia en Manga (por Kokou no Hito )[3]
- Premios Prix Mangawa 2011, Mejor Manga Seinen (por Kokou no Hito )[5]
- 2013 (17. °) Festival de Artes de los Medios de Japón, Selección del jurado para Manga (para Innocent )[6]
- 2014 (18) Premio Cultural Tezuka Osamu, nominación al premio Reader (por Inocencio )[7]
- 2015 (8.º) Manga Taishō, Nominación (para Innocent )[8]
- 2021 (24.º) Festival de Artes de los Medios de Japón, Premio a la Excelencia en Manga (para Innocent Rouge )[2]